# Rio Japoré
Rio Japoré är ett vattendrag i Brasilien.   Det ligger i delstaten Minas Gerais, i den östra delen av landet, 400 km öster om huvudstaden Brasília.
Omgivningarna runt Rio Japoré är huvudsakligen savann. Runt Rio Japoré är det mycket glesbefolkat, med 3 invånare per kvadratkilometer.